# Whitespace
Whitespace é uma linguagem de programação esotérica criada por Edwin Brady e Chris Morris na Universidade de Durham. Na linguagem se utiliza apenas caracteres em branco (tab ASCII 9, espaço ASCII 32 e nova linha ASCII 10), todos os outros caracteres são desconsiderados. É uma evidente brincadeira, sem uso prático ou comercial.
A linguagem em si é do paradigma de programação imperativa baseado em pilha. Cada comando consiste um uma série de partes, começando com o Parâmetro de modificação de instrução (IMP em inglês), listados abaixo:
- [Espaço] - Manipulação da pilha;
- [Tab][Espaço] - Aritmética;
- [Tab][Tab] - Acesso ao heap;
- [NL] - Controle de fluxo;
- [TAB][NL] - Entrada e saída.

## História
Whitepace foi criada por Edwin Brady e Chris Morris na Universidade de Durham. Em 1 de abril de 2003 (dia da mentira), foi publicado no Slashdot uma revisão dessa linguagem. Sua última versão foi lançada em 4 de maio de 2004.

## Exemplo de código
O código abaixo imprime "Hello World!", note que os caracteres em branco foram coloridos, pois os caracteres são invisíveis.(S Space , T Tab , L linefeed)
```
S
 
S
 
S
 
T
	
S
 
S
 
T
	
S
 
S
 
S
 
L

T
	
L

S
 
S
 
S
 
S
 
S
 
T
	
T
	
S
 
S
 
T
	
S
 
T
	
L

T
	
L

S
 
S
 
S
 
S
 
S
 
T
	
T
	
S
 
T
	
T
	
S
 
S
 
L

T
	
L

S
 
S
 
S
 
S
 
S
 
T
	
T
	
S
 
T
	
T
	
S
 
S
 
L

T
	
L

S
 
S
 
S
 
S
 
S
 
T
	
T
	
S
 
T
	
T
	
T
	
T
	
L

T
	
L

S
 
S
 
S
 
S
 
S
 
T
	
S
 
T
	
T
	
S
 
S
 
L

T
	
L

S
 
S
 
S
 
S
 
S
 
T
	
S
 
S
 
S
 
S
 
S
 
L

T
	
L

S
 
S
 
S
 
S
 
S
 
T
	
T
	
T
	
S
 
T
	
T
	
T
	
L

T
	
L

S
 
S
 
S
 
S
 
S
 
T
	
T
	
S
 
T
	
T
	
T
	
T
	
L

T
	
L

S
 
S
 
S
 
S
 
S
 
T
	
T
	
T
	
S
 
S
 
T
	
S
 
L

T
	
L

S
 
S
 
S
 
S
 
S
 
T
	
T
	
S
 
T
	
T
	
S
 
S
 
L

T
	
L

S
 
S
 
S
 
S
 
S
 
T
	
T
	
S
 
S
 
T
	
S
 
S
 
L

T
	
L

S
 
S
 
S
 
S
 
S
 
T
	
S
 
S
 
S
 
S
 
T
	
L

T
	
L

S
 
S
 
L

L

L

```

## Interpretadores
Existe uma implementação oficial de seu interpretador em Haskell (único que implementa a versão 0,3 da linguagem), existem implementações do intepretador em outras linguagens, inclusive em Whitespace.